# セロビオノラクトン
セロビオノラクトン (Cellobionolactone) は、セロビオース分子の6位を脱水素化したラクトンで、化学式はC12H20O11。セロビオースをセロビオース脱水素酵素で酸化すると生じる。CAS登録番号は52762-22-8。体系名は
（3R）-3α,4β-ジヒドロキシ-5α-（β-D-グルコピラノシルオキシ）-5,6-ジヒドロ-6β-（ヒドロキシメチル）-4H-ピラン-2（3H）-オン、または4-O-β-D-グルコピラノシル-D-グルコン酸1,5-ラクトン。
セルロース分解における重要性が指摘されている。

## 主な研究者
- 鮫島正浩 東京大学農学部